# Xian de Bainang
Le xian de Bainang (tibétain : པ་སྣམ་རྫོང, pinyin tibétain : Banam Zong[w=pa snam rdzong ; chinois simplifié : 白朗县 ; pinyin : Báilǎng Xiàn), ou parfois Panam, est un district administratif de la région autonome du Tibet en Chine. Il est placé sous la juridiction de la ville-préfecture de Xigazê.

## Démographie
La population du district était de 41 516 habitants en 1999.